# Emilie de Rodat
Emilie de Rodat (Druelle, 6 september 1787 - Villefranche-de-Rouergue, 19 september 1852) was een Frans mystica en ordestichtster en is een heilige van de Katholieke Kerk.

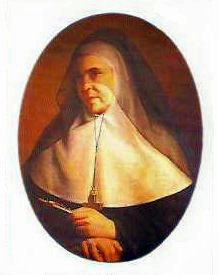
Émilie de Rodat.

Zij trad al op jonge leeftijd in, in een klooster, maar voelde zich er niet thuis. Ze voelde dat haar roeping was om kinderen in nood te helpen. Met toestemming van de abdis van haar orde, stichtte ze in 1815 een eigen congregatie, de Congregatie van de Heilige Familie van Villefranche-de-Rouergue, die zich met name toelegde op het helpen van arme kinderen, krijgsgevangenen en gevangenen in het algemeen. De congregatie groeide snel en had al achtendertig vestigingen voor haar overlijden.
Zij werd door paus Pius XII op 9 juni 1940 zalig- en op 23 april 1950 heilig verklaard. Haar feestdag is op 19 september.